# Diocesi di Criciúma
La diocesi di Criciúma (in latino: Dioecesis Criciumensis) è una sede della Chiesa cattolica in Brasile suffraganea dell'arcidiocesi di Florianópolis. Nel 2021 contava 517.146 battezzati su 647.000 abitanti. È retta dal vescovo Jacinto Inácio Flach.

## Territorio
La diocesi comprende 25 comuni lungo il litorale meridionale dello stato brasiliano di Santa Catarina: Criciúma, Araranguá, Balneário Arroio do Silva, Balneário Gaivota, Cocal do Sul, Ermo, Forquilhinha, Içara, Jacinto Machado, Lauro Müller, Maracajá, Meleiro, Morro da Fumaça, Morro Grande, Nova Veneza, Passo de Torres, Praia Grande, Santa Rosa do Sul, São João do Sul, Siderópolis, Sombrio, Timbé do Sul, Treviso, Turvo e Urussanga.
Sede vescovile è la città di Criciúma, dove si trova la cattedrale di San Giuseppe.
Il territorio si estende su una superficie di 9.094 km² ed è suddiviso in 40 parrocchie, raggruppate in 6 comarche pastorali (comarcas pastorais): Araranguá, Criciúma, Nova Veneza, Santa Rosa do Sul, Turvo, Urussanga.

## Storia
La diocesi è stata eretta il 27 maggio 1998 con la bolla Sollicitus de spirituali bono di papa Giovanni Paolo II, ricavandone il territorio dalla diocesi di Tubarão.

## Cronotassi dei vescovi
Si omettono i periodi di sede vacante non superiori ai 2 anni o non storicamente accertati.

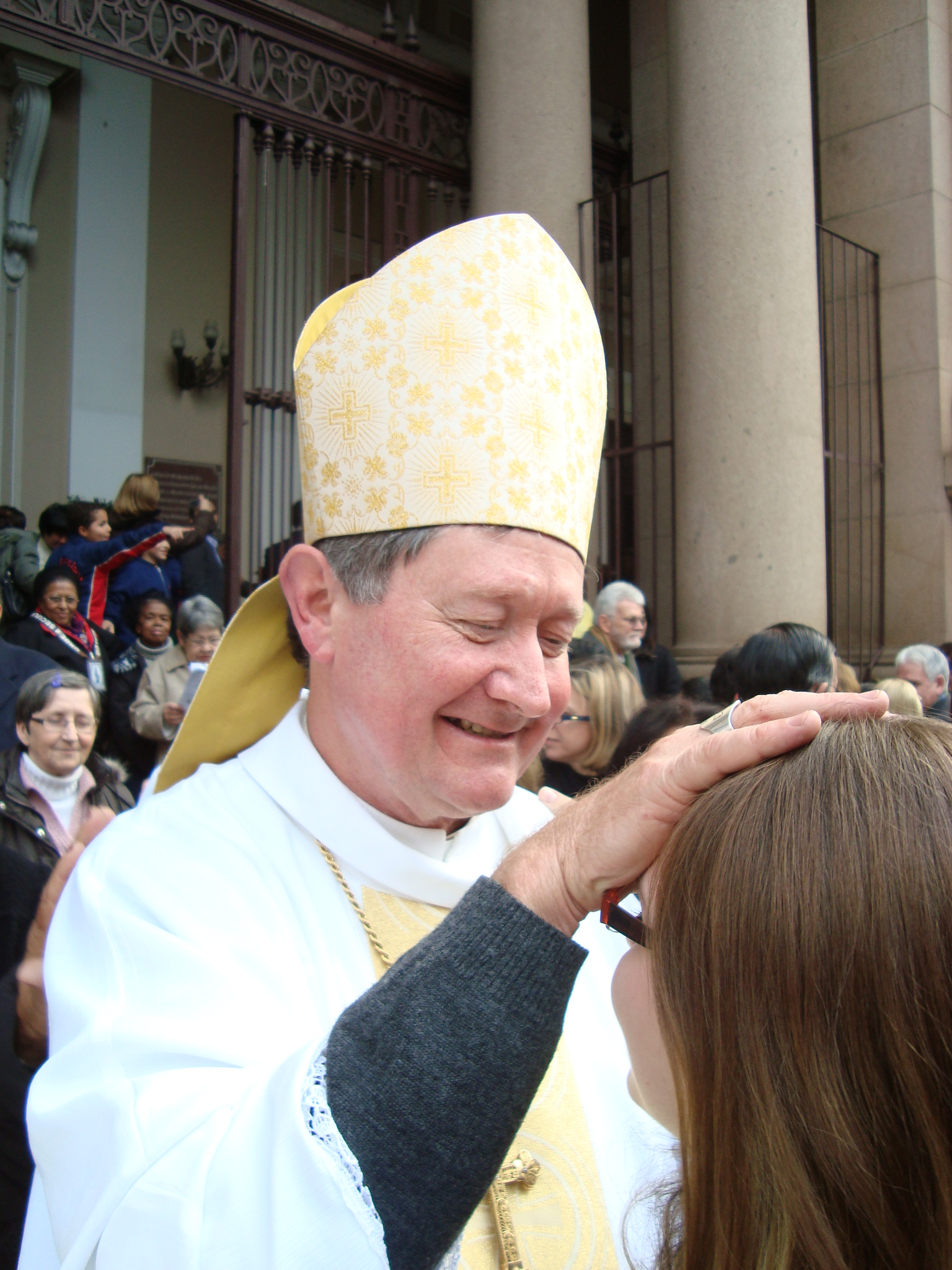
Il vescovo Jacinto Inácio Flach.

- Paulo Antônio de Conto (27 maggio 1998 - 2 luglio 2008 nominato vescovo di Montenegro)
- Jacinto Inácio Flach, dal 16 settembre 2009

## Statistiche
La diocesi nel 2021 su una popolazione di 647.000 persone contava 517.146 battezzati, corrispondenti al 79,9% del totale.
| anno | popolazione | popolazione | popolazione | presbiteri | presbiteri | presbiteri | presbiteri                | diaconi | religiosi | religiosi | parrocchie |
| anno | battezzati  | totale      | %           | numero     | secolari   | regolari   | battezzati per presbitero | diaconi | uomini    | donne     | parrocchie |
| ---- | ----------- | ----------- | ----------- | ---------- | ---------- | ---------- | ------------------------- | ------- | --------- | --------- | ---------- |
| 1999 | 404.343     | 449.270     | 90,0        | 67         | 44         | 23         | 6.034                     | 1       | 106       | 137       | 29         |
| 2000 | 415.550     | 470.000     | 88,4        | 65         | 44         | 21         | 6.393                     | 1       | 107       | 135       | 29         |
| 2001 | 411.400     | 484.000     | 85,0        | 68         | 43         | 25         | 6.050                     | 2       | 69        | 133       | 29         |
| 2002 | 387.732     | 484.665     | 80,0        | 66         | 42         | 24         | 5.874                     | 1       | 67        | 131       | 29         |
| 2003 | 402.231     | 484.916     | 82,9        | 65         | 42         | 23         | 6.188                     | 1       | 57        | 129       | 29         |
| 2004 | 402.231     | 484.916     | 82,9        | 63         | 40         | 23         | 6.384                     | 1       | 28        | 133       | 29         |
| 2006 | 435.000     | 525.000     | 82,9        | 68         | 49         | 19         | 6.397                     | 1       | 40        | 125       | 29         |
| 2013 | 476.000     | 574.000     | 82,9        | 65         | 46         | 19         | 7.323                     | 1       | 29        | 124       | 30         |
| 2016 | 488.000     | 589.000     | 82,9        | 68         | 45         | 23         | 7.176                     | 1       | 30        | 122       | 32         |
| 2019 | 488.300     | 610.900     | 79,9        | 69         | 50         | 19         | 7.076                     |         | 28        | 106       | 34         |
| 2021 | 517.146     | 647.000     | 79,9        | 75         | 54         | 21         | 6.895                     |         | 23        | 116       | 40         |